# Ломци на Чеган
Ломци на Чеган е военен марш на Петнадесети пехотен ломски полк създаден от композитора Милан Митов в чест на участието на полка в Чеганската операция.
След Деветосептемврийския преврат от 1944 година е забранен заради последния стих: Тук руси и французи в бой намериха те гроба свой., но през късните години на социализма се създават инструментални записи на марша.

## Текст
Всред адски огън, в боен ред,
вървяхме Ломци все напред.
От стария ни горд Балкан
с ура стигнахме на Чеган.
Чеган, Чеган, ти помниш ощ
урата страшни в тая нощ,
кога дружина сал една
със кървав нож до теб стигна.
И Лерин, и Арменохор
стреснаха се от страшни мор.
Тук руси и французи в бой
намериха те гроба свой.
А що ли търсят в наший край,
Нима туй русин ли не знай?
Пред Лажец те на явна сеч,
да паднат вси под наший меч.